# Campeonato de España de Ciclismo en Ruta 1963
El LXII Campeonato de España de Ciclismo en Ruta se disputó en Estella (Navarra) el 21 de julio de 1963 sobre 191 kilómetros de recorrido en dos circuitosː uno inicial de doce kilómetros en Pamplona y un segundo de ocho vueltas en Estella.  
El ganador fue José Pérez Francés que se impuso en solitario. El valenciano se escapó en el kilómetros 103 del recorrido junto a Miguel Pacheco y Fernando Manzaneque. Pérez Francés logró dejar a sus compañeros en la última vuelta del circuito para llegar a la meta completamente destacado. 

## Clasificación final
| Pos. | Ciclista                | Equipo | Tiempo    |
| ---- | ----------------------- | ------ | --------- |
| 1.   | José Pérez Francés      | Ferrys | 7h 24'05" |
| 2.   | Miguel Pacheco          | Kas    | a 45"     |
| 3.   | Fernando Manzaneque     | Ferrys | m.t.      |
| 4.   | Manuel Martín Piñera    | Kas    | a 7'06"   |
| 5.   | Eusebio Vélez           | Kas    | a 8'02"   |
| 6.   | Francisco José Suñé     | Faema  | m.t.      |
| 7.   | Julio Jiménez           | Faema  | m.t.      |
| 8.   | Rogelio Hernández       | Kas    | m.t.      |
| 9.   | Jesús Galdeano          | Cite   | a 15'02"  |
| 10.  | Antonio Gómez del Moral | Faema  | a 15'14"  |